# Historia de la cerveza en España

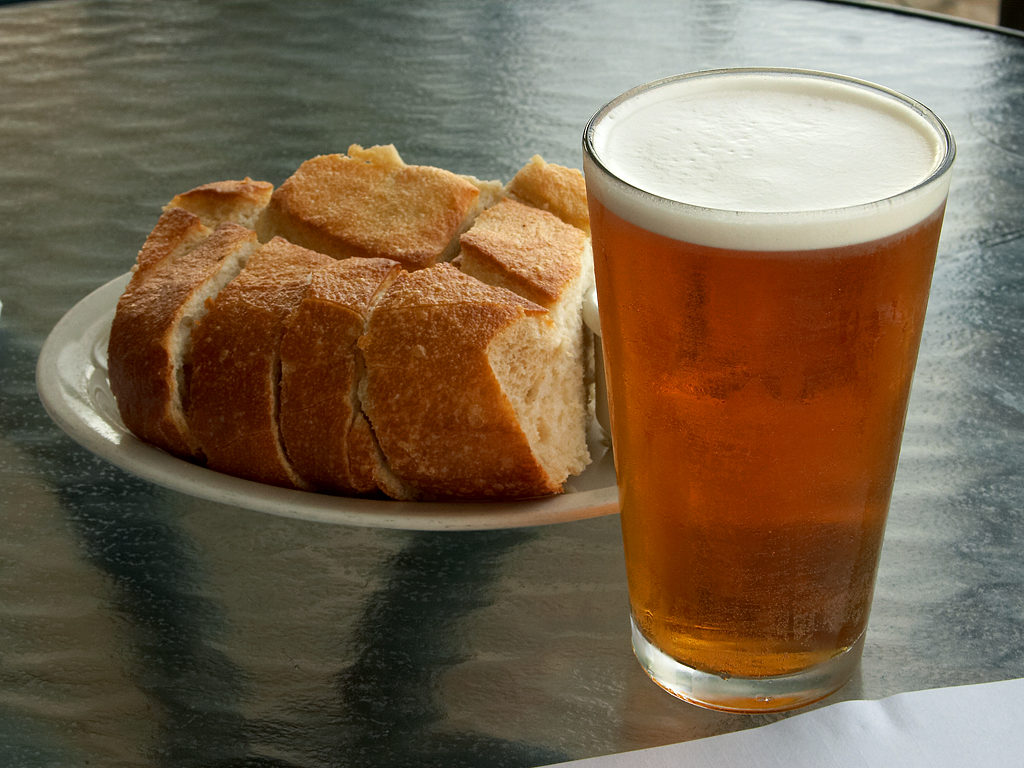
La cerveza en España está, desde los años sesenta, íntimamente unida a las tapas.

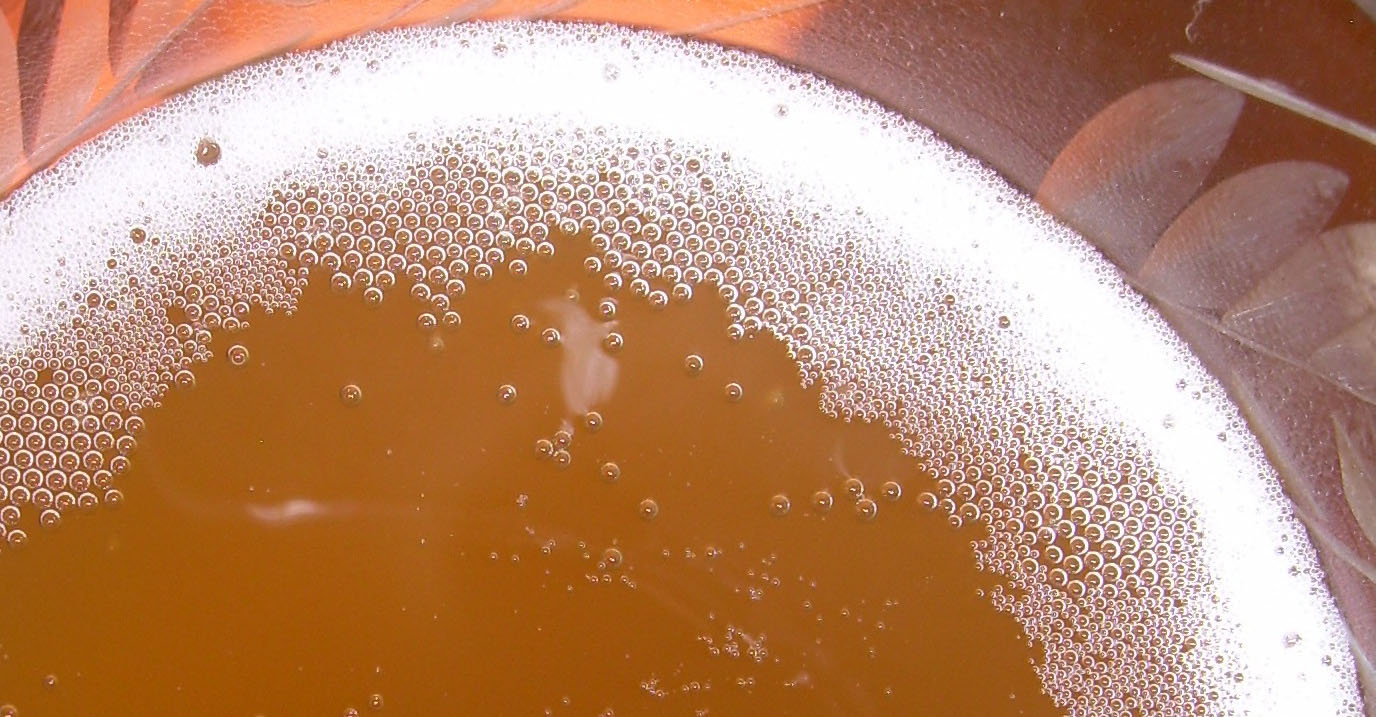
La pilsener es la cerveza más habitual en España, debido a la incorporación industrial a finales del de los procesos cerveceros de moda en la Europa decimonónica.

La historia de la cerveza en España comienza en la prehistoria. La posterior romanización de la península ibérica la relega a un segundo plano en favor de bebidas fermentadas procedentes de la uva, como el vino. Con el devenir de los siglos posteriores se olvida su consumo en la península, y en el siglo XVII apenas hay referencias de su uso cotidiano. La facilidad para el cultivo de la vid en el clima mediterráneo, unido a la posibilidad de una mejor conservación a temperaturas del clima de la península, habían dejado como consecuencia que la producción de cerveza fuese algo anecdótico. Su segunda fase de popularidad se remonta a mediados del siglo XIX, cuando se comienza a industrializar en toda Europa y a comercializar como bebida popular. A pesar de ello se introduce compitiendo de inicio con otras bebidas más arraigadas en la sociedad española de la época como el vino o los licores (generalmente aguardientes anisados, como el ojén).
Anteriormente al siglo XIX existieron iniciativas cerveceras puntuales y aisladas en diferentes puntos de la geografía española, pero no será hasta mediados del siglo XX cuando las mejoras tecnológicas productivas en conjunción con otros fenómenos sociales (principalmente con la aparición del fenómeno del turismo), hacen que se convierta en una bebida popular de uso frecuente, disponible en muchos establecimientos hosteleros españoles. La cerveza en España, por haber sido introducida en una época concreta, tiende a ser mayoritariamente de tipo Pilsen, siendo su popularidad inicial muy escasa en los medios rurales. Es precisamente esta evolución en la demanda de cerveza la que lleva a España a ser el noveno productor del mundo (octavo de bebidas destiladas y tercero de vino).

## Inicios
El origen del consumo de la cerveza en el mundo es un tema muy debatido entre los historiadores de la alimentación. Se apunta su origen al final del cuarto milenio antes de Cristo, siendo los descubridores y primeros consumidores de la bebida fermentada los Sumerios procedentes del sur de Babilonia (Véase también: alimentación en el Antiguo Egipto). Otros autores mencionan el 6000 a C. como origen más probable.
La primera cerveza elaborada en España se descubrió en 1999, concretamente en la Cova de Can Sadurní del municipio de Begues, a unos 30km de Barcelona (España) Hace 6.300 años unos 30 o 40 de nuestros antepasados vivían bajo la Cueva de Can Sadurní, en Begues. Allí se encontraron restos de esta bebida en las excavaciones que había iniciado conjuntamente el Colectivo para la Investigación de la Prehistoria y la Arqueología del Garraf-Ordal (CIPAG) y el Seminario de Estudios y Búsquedas Prehistóricas (SERP) de la Universitat de Barcelona. "Anteriormente se habían hallado restos en otros países como Israel (13.000 años) o China (9.000 años), pero en nuestro continente no hay noticia de nada más antiguo", explica Josep M. Fullola, Catedrático de Prehistoria en la UB y director del SERP. "Aunque siempre las fechas puedan ser superadas en antigüedad por hallazgos posteriores", añade. En la Cova de Can Sadurní se descubrió también que estos restos de oxalatos y fitolitos de cebada eran utilizados en ritos funerarios y festivos.
Se han encontrado restos de vasijas que han contenido cerveza en las excavaciones arqueológicas del valle de Ambrona (Soria) que data de 4400 años, así como en Genó (en la provincia de Lérida) de 1100 a C. La cerveza es popular para los pueblos celtíberos, pero deja de serlo durante el periodo de romanización del territorio, cediendo su protagonismo al vino.  

### Hispania: 'Caelia' y 'Cerea'

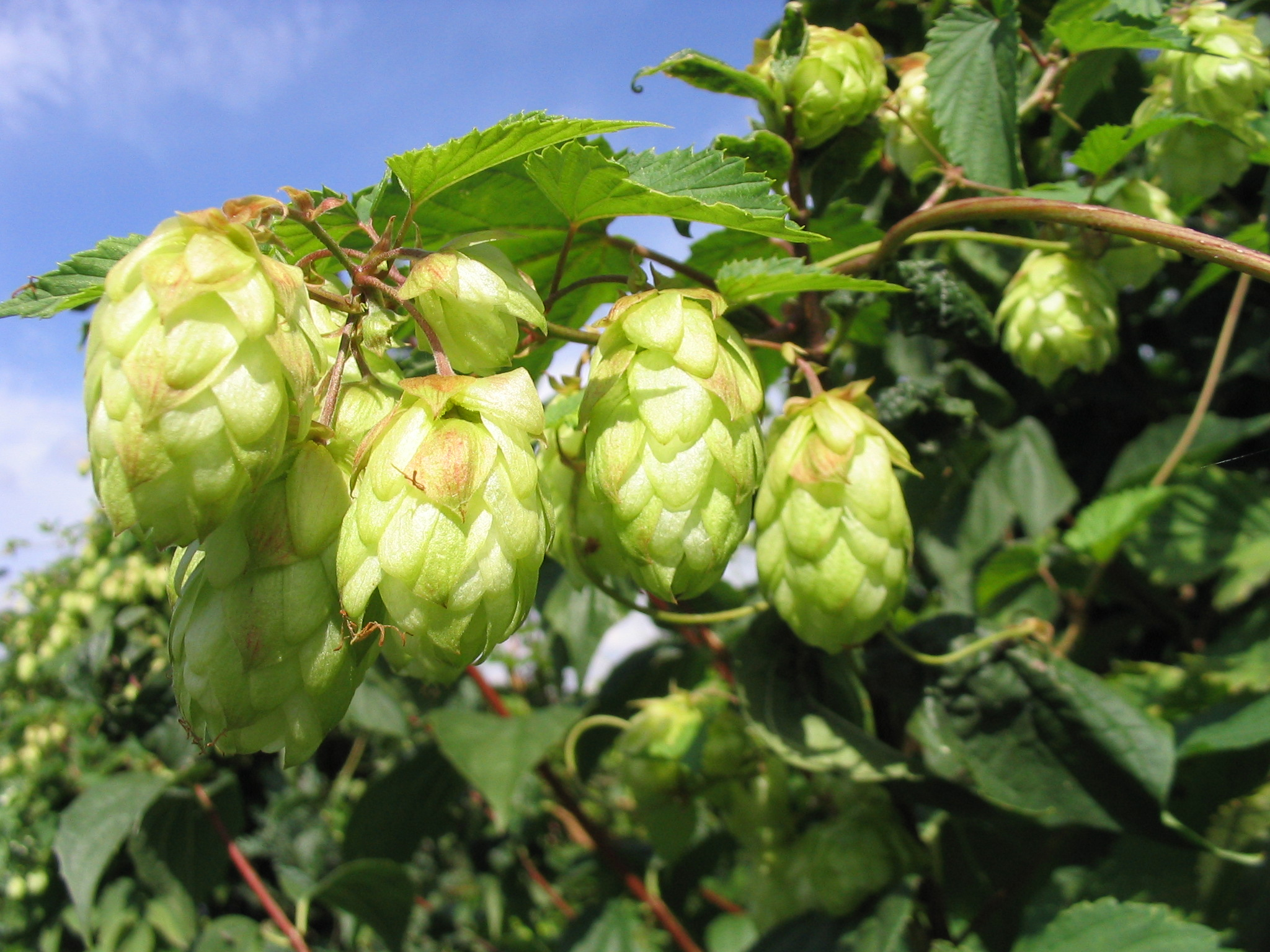
El lúpulo (Humus Lupulus L.) no se comenzó a cultivar en España hasta comienzos del en los campos de la provincia de León. Los productores de cerveza españoles lo adquirían de Inglaterra y Alemania.

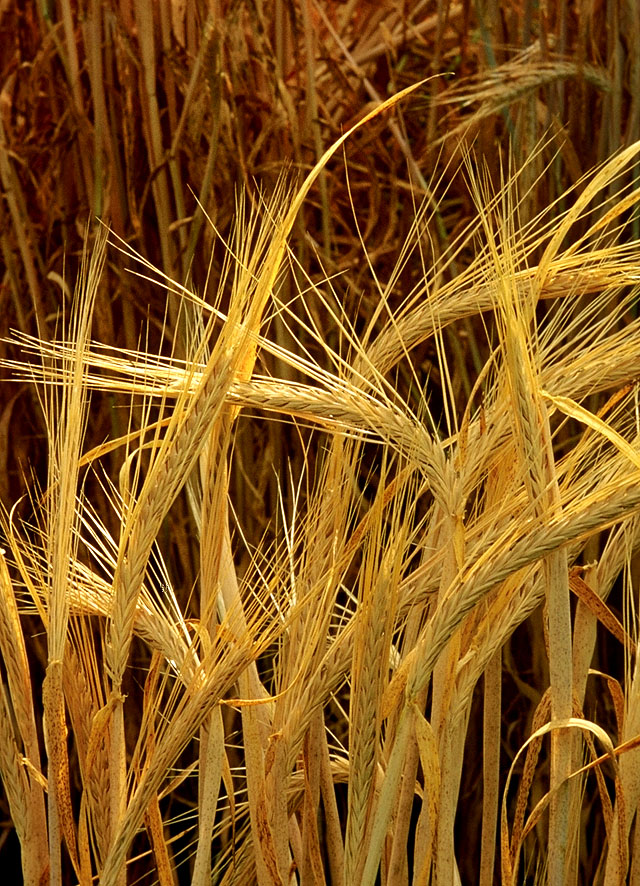
La cebada es abundante en los cultivos españoles.

El proceso se inicia con la fermentación de un cereal (generalmente cebada), y existen  ilustraciones egipcias y babilónicas con indicaciones de las actividades realizadas para su primitiva y tosca elaboración. Esta cerveza se denominaba zythum y se elaboraba con cebada. Desde los puertos egipcios se extendió a diversas zonas del mediterráneo. La cerveza se extiende por Europa gracias al Imperio Romano, que consideraba la bebida como propia de los pueblos bárbaros; es decir, de un orden inferior al vino. El geógrafo Estrabón menciona lo importante que era esta bebida en Lusitania, donde no se conocía otra. De la misma forma, Polibio describe una bebida fermentada de cebada al describir la morada de un rey íbero, sin proporcionar más detalles. Lo cierto es que la cerveza era una bebida conocida en el imperio, y esto incluía a Hispania.  La denominación que se proporcionaba en Hispania de la cerveza era caelia, tal y como lo indica Plinio el Viejo en un pasaje de su Naturalis Historia (22,164). En el texto hace mención a tres tipos de cerveza: el zythium, la caelia y la cerea; sin indicar cuales son sus diferencias.
Es posible que la caelia fuera una bebida fermentada a base de trigo. San Isidoro menciona que posiblemente deriva del verbo calefacere, por ser un jugo de trigo (semilla previamente humedecida) estimulado por el fuego. El escritor e historiador Paulo Orosio describe el 'caelia' hispano como una bebida embriagante y áspera. Lucio Aneo Floro describe en el sitio de Numancia una bebida a base de trigo denominada caelia. Los numantinos la bebían los últimos días de asedio acompañada de carne semi-cruda con el objeto de adquirir valor para pelear contra las legiones romanas. La cerea era una bebida que se incluía entre las que consumían los pueblos celtíberos del interior, así como las tribus del norte. Es posible que fuera una versión de bebida fermentada elaborada a partir de varios cereales de los vecinos galos. Los galos denominaban a la cerveza: fuerza de la diosa Ceres (cerevis o cervis). De los usos que se hacía de la cerveza en la elaboración de gachas, cosméticos, o incluso considerando sus efectos farmacopédicos.

### Caída del Imperio y las invasiones bárbaras
De la misma forma, el emperador Carlomagno se convierte en el primer promotor de la manufactura de cerveza. En el periodo de la Edad Media esta bebida era elaborada por los monjes en los monasterios. La red de monasterios europeos quizás llegara a través de los Pirineos y dejase entrar su fórmula en la península ibérica. Cuando se producen las invasiones bárbaras de los pueblos del norte de Europa la cerveza vuelve a ser protagonista. No obstante, la facilidad que ofrece el clima español para el cultivo de la vid, proporciona una ventaja al recién establecido vino romano. Es posible que ambas bebidas convivieran juntas durante este periodo.  
Con el advenimiento de las ciudades pronto se establecerían factorías urbanas de tipo artesanal. Los pueblos celtas del centro de la Galia poseían bebidas fermentadas de cereales y su popularidad hace que se extienda a los pueblos germanos del norte. De la popularidad del vino y la cerveza hay referencias de la romanización de César por las Galias. Cabe pensar que durante el extenso periodo de decadencia del imperio ambas bebidas estuvieron presentes. Entre algunos pueblos del norte de Europa la cerveza adquiere una significación popular de cierta relevancia. Pronto se establecen normas de pureza (como la Reinheitsgebot) con el objeto de evitar fraudes en su comercialización. El clima mediterráneo facilita el cultivo de la vid, siendo además más fácil elaborar vino que cerveza (que requiere de una mayor intervención humana), ambos factores hicieron que la balanza de popularidad se inclinara a favor del vino. Con la llegada de los avances tecnológicos del siglo XIX esta tendencia cambiaría.

### Cerveza en la Edad Media
En la península ibérica, la división territorial en territorios dominados por los reinos cristianos del norte y los musulmanes del sur permite una clara división de las costumbres culinarias, entre las que la cerveza puede decirse no estaba entre las más populares. El imperio romano acabó imponiendo como bebida imperante el vino. Los visigodos mantuvieron la popularidad de esta bebida hasta la llegada del Al'Andalus. Se desconoce si las invasiones de pueblos bárbaros procedentes del norte de Europa trajeron consigo esta bebida de nuevo al territorio. Es posible que los monjes de los monasterios en la Edad Media transmitieran de unos a otros la fabricación de cerveza (al igual que del vino). Aunque el lúpulo se usaba en la elaboración de cerveza en Europa del Norte desde el siglo XII, la cerveza conventual española seguía usando hierbas tradicionales como el mirto (Myrica gale) y el romero para aromatizar y prolongar su conservación. Pero lo cierto es que la producción de cerveza se había abandonado casi totalmente desde la época romana en favor del vino.  Sobre el consumo de cerveza en el periodo andalusí hay algunas evidencias.

## Cerveza en la corte de los Austrias y los Borbones
En España llega oficialmente la cerveza procedente de los países del norte de Europa con el advenimiento de la corte flamenca de Carlos I y de Felipe el Hermoso. Carlos I entra en España en 1517 a la edad de diecisiete años acompañado de una corte flamenca con gustos procedentes del norte de Europa. La cerveza más popular empleada en esta época era la lagerbier, y su uso era exclusivo para el servicio de los componentes de la corte. Desde 1643 a 1791, se concedieron regímenes de rentas estancadas la producción, comercialización y abastecimiento de cerveza a determinadas poblaciones. Ciertamente esta producción era escasa, artesana y servía quizás para mantener a la demanda de la Corte de los Austrias. Esta cerveza acaba consumiéndose en las dependencias del Real Alcázar de Madrid. Siendo mayor el emperador Carlos I, en su retiro del Monasterio de Yuste es conocido que se hacía servir su cerveza favorita denominada: Mechelschen Bruynen importada desde Flandes. En los comienzos de la Edad Moderna la cerveza sale del entorno de los conventos y pasa a los ámbitos más urbanos. En la corte de Valladolid en el año 1610 se hace referencia a la cerveza. Se desconocen los nombres de los cerveceros reales de esta época, pero se suponen que eran de origen flamenco, o francés. En 1616 un cervecero de Flandes expone en una memoria dirigida a la Sala de Alcaldes de la Casa y Corte la forma de elaborar cerveza a la casa real y desglosa los costes incurridos en su fabricación. En la Capilla del Apóstol Santiago de la Catedral de León aparece en un friso ornamental tallado en piedra una vid con una flor de lúpulo. La capilla fue realizada en el siglo XV. La novela picaresca del siglo XVI apenas hace referencia al consumo de cerveza en posadas y figones, apareciendo solo el vino y el pan. Lope de Vega en su comedia Pobreza no es vileza (1620-1622) pone en boca del protagonista Panduro su preferencia por la cerveza, a falta del español vino. Sin embargo en el servicio de mesa de la Casa de los Austrias tenía siempre a cargo los servicios de un cervecero. 
La cerveza durante esta época se encontraba bajo el régimen de Estanco y en Madrid, ya en el año 1643, la producción y comercialización de la cerveza se concede en exclusiva mediante esta forma de Real Privilegio de Estanco a Tomás de Ugarte y Daniel Morán por 1000 ducados anuales. Este privilegio supone ser el primer impuesto conocido a la fabricación de cerveza en España. En el año 1712 ya había en la ciudad once puestos de venta repartidos por los mercados de abastos de la ciudad, y en marzo de 1791, el rey Carlos III decreta un permiso de entrada y venta en la capital de toda la cerveza procedente de factorías nacionales, de esta forma hubo un cierto consumo a lo largo del XVIII, algo que permitió exportar en barco cerveza embotellada a las colonias de América. A partir del año 1833 se liberaliza su factoría y se permite la elaboración en Madrid a cualquier cervecero cualificado. La cerveza se distribuía durante el siglo XVII con gravamen de impuestos como la alcabala real y la sisa municipal. 
En el terreno de lo anecdótico cabe destacar la popularidad de la cerveza en la España de final del siglo XVIII, en la frase de Fernando "el deseado" cuando al preguntarle por sus funciones reales y la situación política de la época, responde con un símil: España es una botella de cerveza, cuya fermentación se sujeta con mi sola existencia. El médico Francisco de Paula y Marín siendo asesor de empresas, botánico, horticultor y consejero del rey Kamehameha I de Hawái, fue uno de los primeros en elaborar cerveza en las regiones de la polinesia.

## SigloXIX

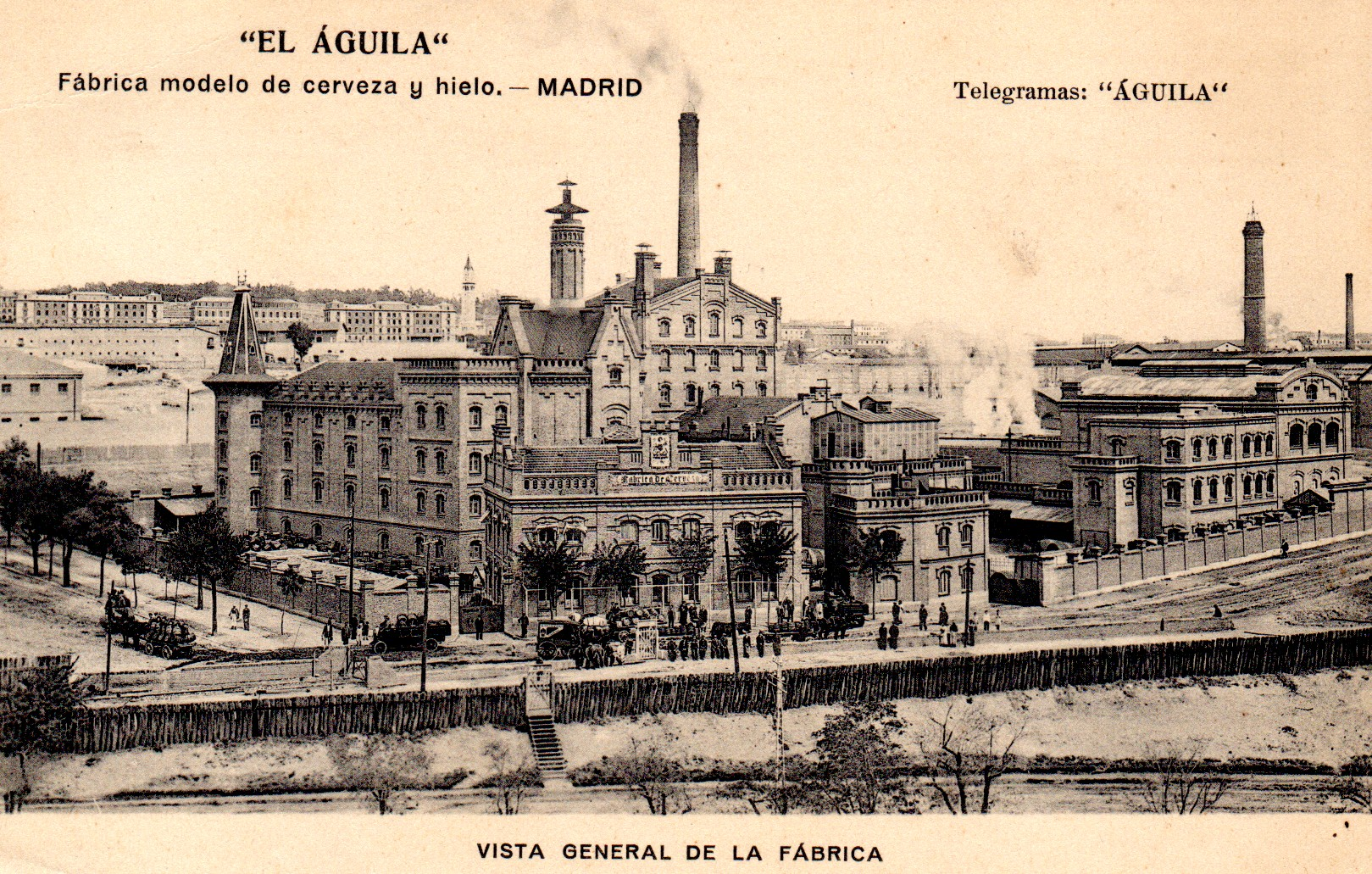
Fábrica de cerveza de El Águila, justo en frente de la Estación de Delicias.

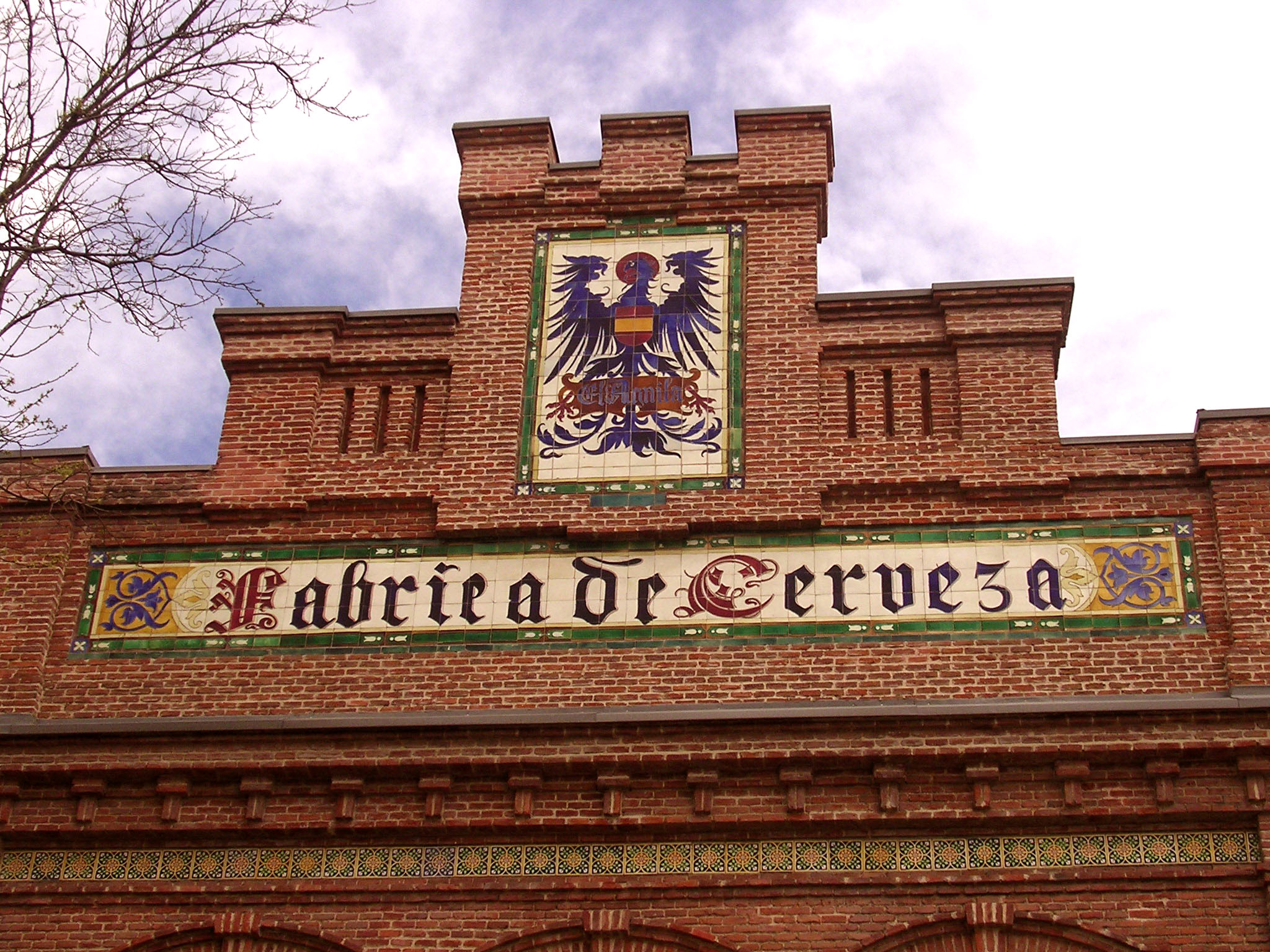
Fachada de la factoría de Cervezas El Águila en Madrid.

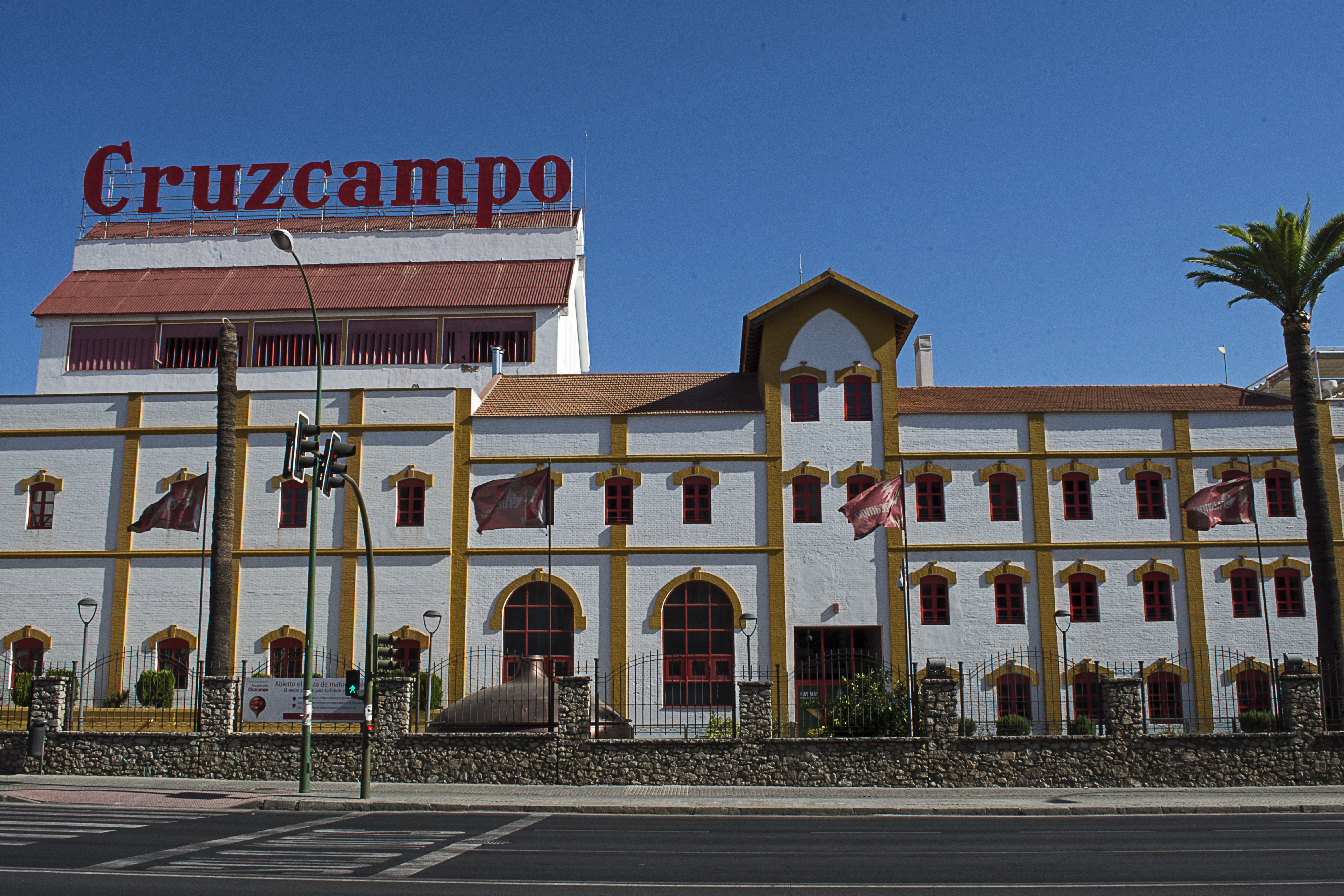
Antigua fábrica de Cruz del Campo en Sevilla.

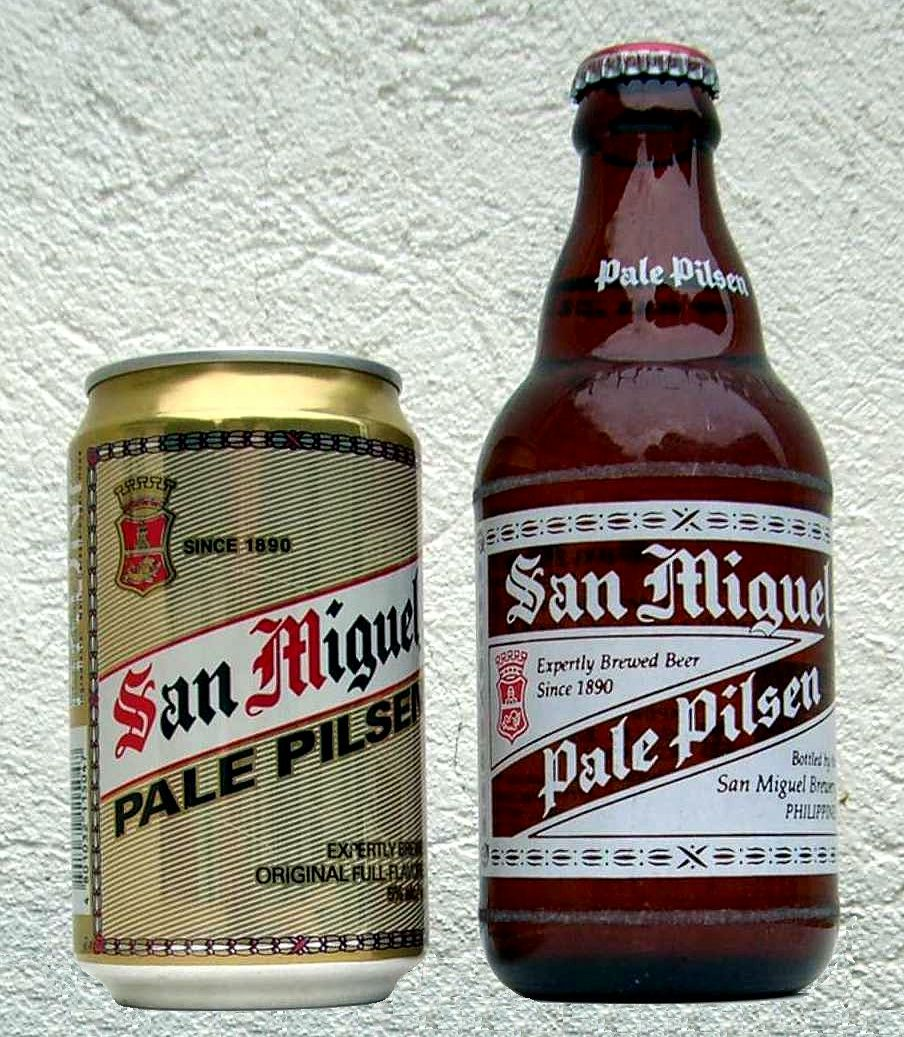
Algunas cervezas populares hoy en día en España nacieron en las Filipinas. Un ejemplo es la Cerveza San Miguel.

El consumo durante el siglo XIX se concentraba en zonas urbanas y concretamente en las capas burguesas, caracterizándose por un consumo estacional muy elevado en los meses de verano. La cerveza era considerada, sin embargo, en otros países europeos como una bebida de las clases trabajadoras. A finales del siglo XVIII era muy difícil encontrar una familia de campesinos del norte de Europa que no tenga una producción artesanal y casera de cerveza. Esta situación era, por el contrario muy escasa y rara en España. Los primeros establecimientos en servir cerveza (con métodos tradicionales) son el de Felipe Costa (1806), o el de la viuda Peter (1819) en la ciudad de Barcelona. Las primeras fábricas de cerveza tienen su tecnología muy relacionada con la producción de frío y la fabricación de hielo. Las primeras factorías se alimentan del hielo que se almacena en los pozos de hielo que se llenaban en invierno con las nieves. La tecnología de hielo precisamente alcanza su punto álgido en esta época de propagación de la industria cervecera en Europa. En la década de 1870 los cerveceros ingleses ya comienzan a instalar compresores para generar frío a demanda mediante el uso del efecto de Joule-Thomson. Los conocimientos microbiológicos se producen igualmente en este periodo de finales del siglo XIX: en 1857 Louis Pasteur descubre la actividad de las levaduras en el proceso de fermentación de la cerveza, en 1833 Jean-François Persoz y Anselme Payen aíslan la amilasa de la malta. Pasteur desarrolla un método que afecta a la industria cervecera mundial: la pasteurización. Este proceso permite ampliar la vida media de un producto, y fue aplicado primero al vino y luego a la cerveza.  
Las primeras fábricas españolas se ubican en las cercanías de puertos marítimos, como por ejemplo: Santander (1783) y Barcelona (1864). La necesidad de importar productos como el lúpulo marcan esta tendencia inicial. La cerveza industrializada entra en un país donde no es habitual, y de la resistencia social inicial a incluirla entre las bebidas más populares, se nota por la poca cantidad de pedidos que se hacen, en estas primeras fábricas, desde los lugares tan populares como los cafés de tertulia. Los consumidores de este tipo de cerveza son habitantes de grandes ciudades, siendo pocas veces los ambientes rurales los generadores de demanda. Son las capas burguesas más cultas las consumidoras, caracterizándose por un consumo estacional muy marcado en los meses de verano.

### Inicios de producción industrial
En el año 1842, en la ciudad de Pilsen (ubicada en Bohemia, actualmente parte de la República Checa) se desarrolla un estilo de cerveza que pronto se propagará por Europa. El resultado de la cerveza que se elabora consiste en una bebida dorada por el empleo de maltas poco tostadas, muy clarificada y carbonatada por el almacenamiento a relativamente baja temperatura y del ligero amargor procedente del empleo de lúpulos procedentes de Saaz (los más populares de la época). Nace la cerveza «Pilsner». Este descubrimiento va unido a una creciente industrialización mundial de los procesos de elaboración de la cerveza. Coincide, no obstante, con los inicios de la producción cervecera industrial en España. Durante el reinado de Amadeo de Saboya proliferan las primeras factorías cerveceras en todo el territorio nacional. Todas ellas emplean las nuevas tecnologías del frío industrial para la fermentación a baja temperatura. 
En el año 1856 es cuando se establece la que se considera primera compañía industrial de cerveza en España. Fundada por el alsaciano Louis Moritz Trautmann (nacido en Pfaffenhoffen) en Barcelona. La producción de Moritz va creciendo en tamaño, hasta que en el año 1864 construye una gran fábrica en la calle Casanova esquina con ronda de San Antonio en el distrito del Ensanche. Mientras tanto otro alsaciano August Kuentzmann Damm en 1871 escapando de la guerra franco-prusiana desembarca en Barcelona y pronto busca socios para establecer otra factoría. Funda Damm y Compañía en 1876. Otras compañías cerveceras catalanas de este periodo inicial son Cammany fundada en 1899 y La Bohemia fundada en 1902. En 1893 Suardiaz y Bachmaier crean en la ciudad asturiana de Gijón, concretamente en la zona de Santa Olaya del barrio del Natahoyo, la sociedad cervecera con la denominación La Estrella de Gijón; su cerveza obtuvo la medalla de oro como premio en la Exposición de Gijón de 1898. En 1900 se crea en Colloto, en el concejo de Siero la S.A. El Águila Negra que llegaría a ser la mayor productora cervecera de Asturias hasta su cese en 1993. 
La misma situación se produce en Madrid. El francés de Lorena Casimiro Mahou Bierhans se establece en Madrid y funda su empresa de Cerveza y Fábrica de Hielos en 1890 en una zona del ensanche de Madrid. Algunas fábricas se establecen en las cercanías de los puertos marítimos, de esta forma en 1886 se funda la Cruz Blanca en la ciudad de Santander, dando los inicios de lo que será la industria cervecera en Cantabria. Para 1901 ya hay instaladas en Santander cuatro fábricas de cerveza (en Becedo, Cañadío, Miranda y Campogiro), que exportan sus productos a América (Cuba, Luisiana, México y Venezuela principalmente) y presumen de resistir la comparación con las cervezas inglesas de Bristol. La familia Kutz inaugura la primera de sus cervecerías en San Sebastián en 1888. 
En las colonias españolas de la época se comienza a crear empresas cerveceras, en el caso de Filipinas en 1890 el empresario Enrique María Barreto de Ycaza inaugura una fábrica de cerveza en el barrio de San Miguel (actualmente Cebú) de Manila. El barrio daría su nombre a la nueva compañía, conocida posteriormente a mediados del siglo XX como: Cerveza San Miguel. 
El empresario pamplonés Luis Ros funda en 1900 la La Cruz Azul,[cita requerida] con el objeto de sacar al mercado sus excedentes de cebada. Un grupo de burgueses en 1900 funda La Zaragozana reinvirtiendo los beneficios procedentes de las actividades agroindustriales de la producción de azúcar refinado. En el mismo año funda en Madrid Augusto Comas y Blanco la factoría de Cervezas El Águila, empresa que será líder de producción durante las primeras décadas del siglo XX. A comienzos del siglo XX en Madrid había cuatro empresas líderes en la fabricación y distribución de cerveza: El Águila, Mahou, Santa Bárbara y La Princesa. Todas ellas producirían en menos de una década casi sesenta veces más que las factorías de final de siglo XIX.

### La cerveza en la sociedad española decimonónica
La sociedad española en el siglo XIX se reunía en torno a Cafés de tertulia, en ellos se solía tomar chocolate, horchata, agua de cebada, o zarzaparrilla eran consumidas como bebidas refrescantes con preferencia a la cerveza. La cerveza que se ofrecía en este periodo tenía una graduación alcohólica cercana a un 4% (inferior al vino de la época). A pesar de todo la demanda iba en aumento en las ciudades de gran población. La cerveza de esta época es posible que se mezclara con limonada, quedando rebajada a la categoría de refresco. Todas estas mezclas serán las precursoras de la popular clara (cerveza mezclada con un refresco como pueda ser La Casera). El consumidor español de cerveza era un personaje fundamentalmente urbano, los intentos de llevar la cerveza a otros entornos fueron acompañados de fracasos. 
Aparece en un cuadro de José Gutiérrez Solana un conjunto de tertulianos en el Café Pombo a comienzos del siglo XX, sobre la mesa aparece una botella de litro de la marca Mahou, indicando por el número de vasos que se repartía de la botella, e incluso se mezclaba con limonadas y otras bebidas frías. La cerveza se comercializa en algunas botillerías, instalaciones hosteleras propias y especializadas, en los merenderos abiertos y ubicados en las dependencias anejas de las propias factorías, y a medida que avanza el siglo cada vez menos en los populares cajones (puestos callejeros de madera donde se comercializaba a pie de calle). La cerveza comienza a anunciarse en los medios de la época (generalmente prensa) y algunos ilustradores con estilo modernista realizan anuncios gráficos que decoran las cervecerías.

## SigloXX

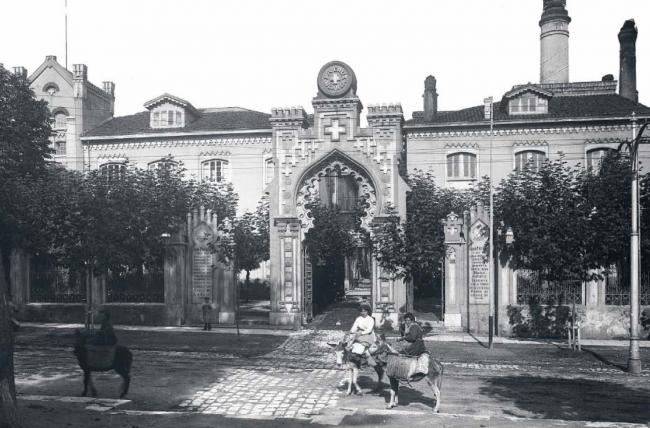
Fábrica de cervezas La Cruz Blanca de Santander a principios del (colección Thomas)

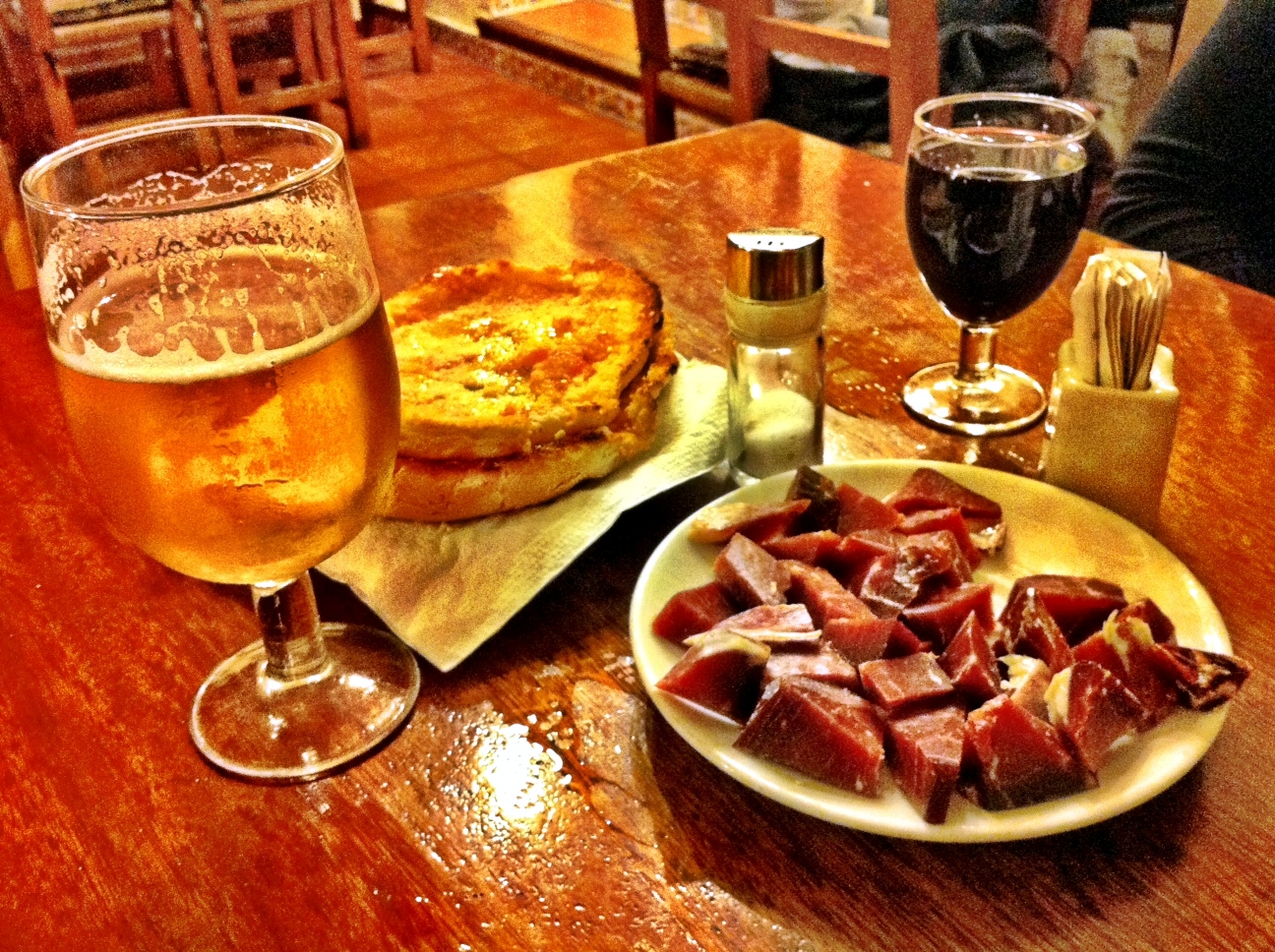
La cerveza comienza en los setenta a competir con el vino al servir las típicas tapas de la cocina española.

La cerveza es el primer alimento que inició su trayectoria desde las cocinas a la producción a gran escala gracias a la industria. A lo largo del siglo XIX los maestros cerveceros van incorporando mejoras tecnológicas a sus factorías hasta que se permite la producción a gran escala. Otro de los elementos claves en la producción de comienzos de siglo XX es la introducción en el mercado de las cervezas de baja fermentación (a unos 4 a 10 grados centígrados). Se proporcionaban botellas a los clientes, pasteurizadas o no, a petición del cliente.
En 1982, el consumo per cápita de vino y cerveza se igualan. El vino venía desde mediados de los setenta cediendo cuota de mercado a favor de la cerveza, y a partir de los ochenta se comienza a consumir más cerveza que vino en España.

### Evolución industrial de la cerveza

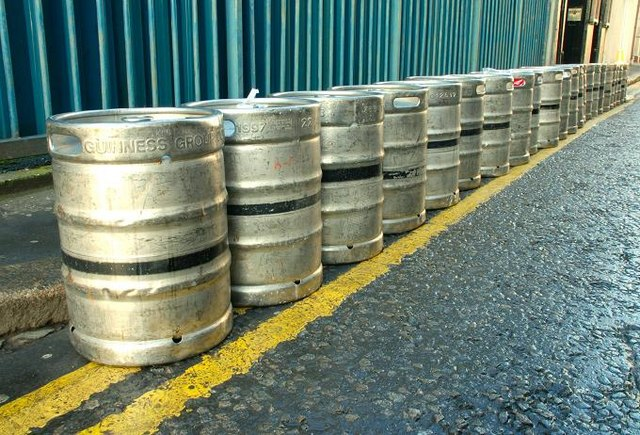
La introducción de los barriles de cerveza metálicos en los años ochenta mejoró el proceso de distribución de la cerveza.

En 1908, hay ya instaladas cuatro empresas en Madrid: El Águila, El Laurel de Baco, Hijos de Casimiro Mahou, y Santa Bárbara. En Galicia, José Rivera Corral, emigrante retornado de México a finales del siglo XIX funda en 1906 en La Coruña la fábrica La Estrella de Galicia, dedicada a la producción de hielo y cerveza rubia. El nombre escogido para su cerveza hace referencia a su antiguo negocio de Veracruz, México, La Estrella de Oro. 
Como resultado de la fusión de La Cruz Blanca y La Austríaca de Cervezas en 1917 surge una nueva sociedad, Cervezas de Santander, SA, con dos fábricas en Santander y una en Valladolid. En 1924, el empresario Cástor Gómez Navarro fundó en Las Palmas de Gran Canaria la compañía cervecera La Tropical, pero el inicio de la guerra civil española propició su quiebra, siendo adquirida por un conjunto de empresarios que crearon la Sociedad Industrial Canaria:  SICAL. En Andalucía aparece en 1925 una cervecera denominada Alhambra, y en 1928 en el barrio El Perchel de la ciudad de Málaga crea el empresario Luis Franquelo Carrasco la factoría de Cervezas Victoria, que logran hacerse con gran parte del mercado del sur de España, competidoras de la fábrica de cerveza sevillana denominada La Cruz del Campo (Cruzcampo), fundada en 1904 por la familia Osborne, exportadores de vinos.
La producción de cerveza se ve afectada durante el periodo de guerra civil española, algunas de las fábricas son requisadas y cambian de dueños. El peor momento dentro de la industria vendría tras el conflicto armado, durante el nuevo régimen que coincide con el periodo autárquico del franquismo. La distribución de ingredientes básicos como la cebada o el lúpulo se ve interrumpido durante periodos que obligan a reducir o parar la producción. 
Algunas empresas cerveceras como Africa Star, fundada en el barrio de El Tarajal de Ceuta en el año 1953, por las sociedades Hijos de Joseph Damm no llega a existir a finales del siglo XX,, las posibilidades de esta empresa se redujeron con la independencia de Marruecos en 1956. Su producción y venta se mantuvieron en niveles modestos, hasta que cesó su actividad en 1992. Otro ejemplo es Cervezas El Alcázar (antedecesora de Cervezas El Lagarto desde 1921) fundada en Jaén por la familia Puga (de origen gallego). Esta empresa vino a desarrollar su actividad ininterrumpidamente desde el año 1928 hasta 1985 que es adquirida finalmente por Cruzcampo.
Surgen mejoras tecnológicas en el envasado automático, se rompen menos botellas y se aumenta la producción (claramente limitada por este proceso de empaquetado del producto). Las compañías cerveceras españolas se asocian y generan un único formato de botella retornable. El empresario Casimiro Mahou García, con el apoyo de Salvador Echeandia (fundador de la perfumería Gal) siendo presidente de la Cámara de Comercio de Madrid impulsa por primera vez la Asociación de Fabricantes de Cerveza.

### Surgen nuevas compañías cerveceras e importación
La creciente demanda de cerveza de España en el último tercio de siglo XX pronto atrajo a las grandes factorías cerveceras multinacionales. Surgen de la misma forma otras empresas cerveceras que pretenden igualmente hacerse un hueco en el mercado español. Surgen nuevas formas de refresco como las claras. En 1957 se firma el "Acuerdo de Manila" con el presidente de San Miguel Corporation, Andrés Soriano, naciendo así la compañía San Miguel, Fábricas de Cerveza y Malta, S.A., independiente de la matriz filipina. Aparecen nuevas cervezas como la cerveza sin alcohol (A finales del siglo XX supone una cuota del 7 % del total de cerveza vendida). La primera empresa en poner en el mercado este tipo de cerveza es Cruzcampo, que en 1976 comercializa la primera cerveza “sin” del mercado cervecero español. En Barcelona durante los años sesenta se populariza la Xibeca (botella de litro). El concepto de litrona permite introducir la cerveza en los hogares madrileños. Hasta la fecha el consumo de la cerveza estaba unido a los establecimientos hosteleros. En el año 1985 España firma la entrada en las Comunidades Europeas. A pesar de esta situación ninguna de las grandes cerveceras españolas logró expandirse en los mercados europeos.

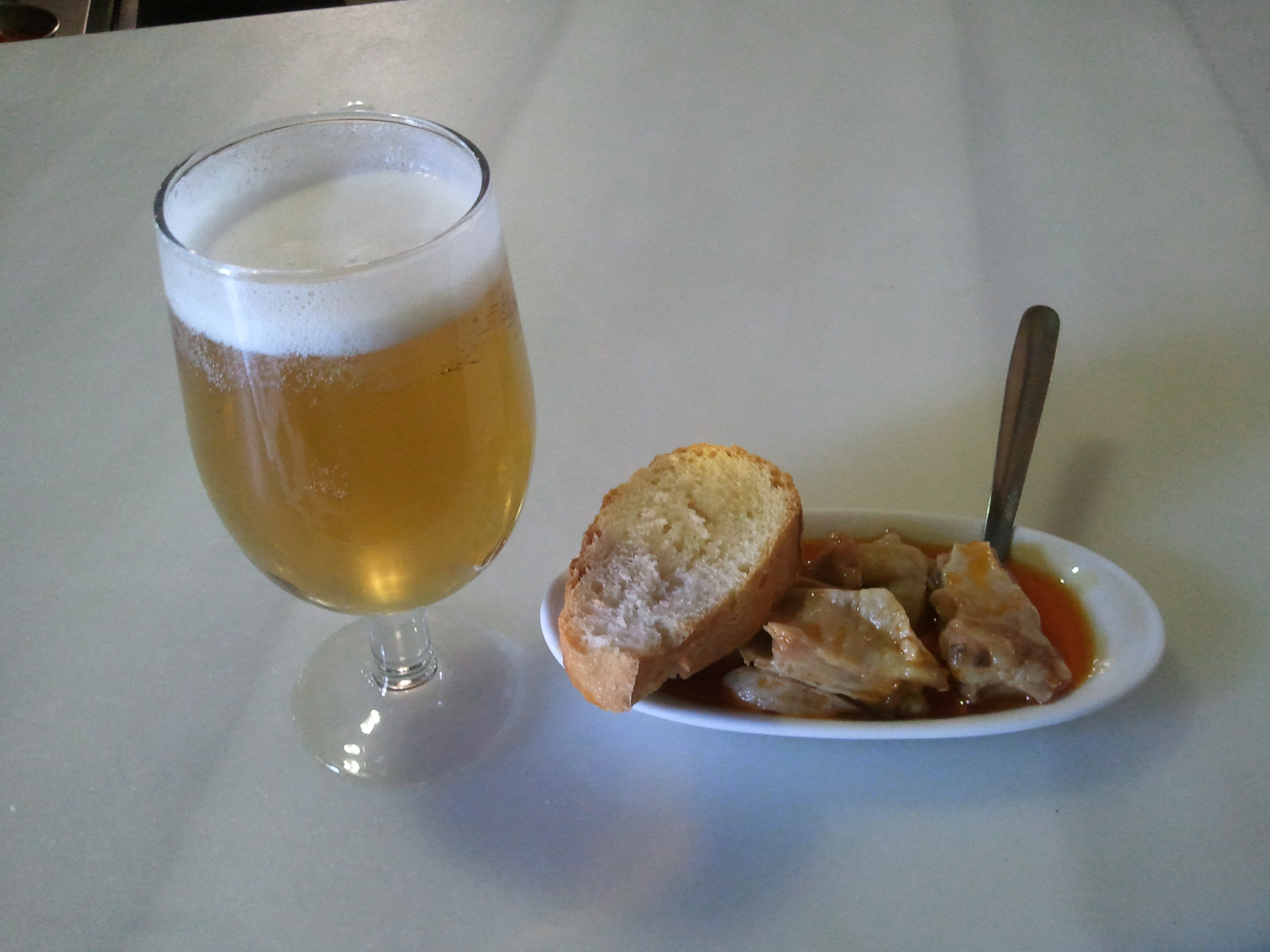
Una caña con tapa

En 1957 Carlsberg comenzó su exportación a España de cerveza. Las cervezas de Carlsberg a comienzos del siglo XXI eran distribuidas por la segunda cervecería más grande en España: Mahou-San Miguel. A finales del siglo XX las empresas multinacionales que han hecho un hueco en el mercado llegan a controlar la mayoría del capital de Cruzcampo (Guinness), El Águila (Heineken) y San Miguel (BSN-Danone). Solo conservan la mayoría en manos españolas Damm (con el 20.596 controlado por Dr. Oetker) y Mahou (con el 33,3 % en manos de BSN-Danone). En pleno siglo XXI se crean compañías como Sagra (se fabrica en Numancia de la Sagra (Toledo) España). A finales de siglo las empresas cerveceras españolas abandonan la posibilidad de expansión en los mercados periféricos (África e Hispanoamérica) en favor de su mayor penetración en los nacionales.

### Incremento de la demanda y descenso
Tras los años de dificultad en el sector cervecero español que corresponden al periodo autárquico de finales de los años cincuenta, lentamente comienza a obrar un cambio en la sociedad española, algunos gustos y costumbres consideradas como tradicionales comienzan a cambiar. Entre ellos se encuentra la aparición de un nuevo fenómeno social en los años sesenta que impulsará la demanda de consumo de cerveza: el auge del turismo. Esta situación es global en Europa, que comienza a salir del periodo de postguerra. Los avances tecnológicos en la producción, y distribución de la cerveza son evidentes y favorecen su expansión territorial. En 1981, los mayores productores eran Estados Unidos, Alemania Occidental, URSS, Reino Unido y Japón, ocupando España la duodécima posición. El cambio en la demanda de cerveza durante este periodo final del siglo XX se produce por la inclusión de la misma en las campañas publicitarias.
La demanda fue creciendo significativamente desde los años setenta, hasta los noventa en que empieza a descender. En 1996 se produce en España un 5 % menos que en 1995, sufriendo las importaciones de cerveza igualmente. La tendencia es extensiva a Europa que en 1987 comienza a perder su hegemonía como productora de cerveza a favor de América. La tendencia global a consumir bebidas con menor contenido alcohólico, con menor cantidad de calorías hizo que fuese uno de los factores clave para que la tendencia creciente del consumo de comenzara a decaer. La sociedad española une la costumbre de tapeo al consumo acompañado de una bebida alcohólica de bajo contenido alcohólico: bien de cerveza, bien de vino. Con todo, el consumo de cerveza muestra una marcada variación estacional, alcanzando su pico en los meses calurosos de verano.

## Actualidad

### Diversificación de las cervezas industriales
En el año 2000 el consumo per cápita de cerveza fue de 71,8 litros, comparativamente en Alemania fue de 128 litros. La cerveza es actualmente la bebida más consumida por los españoles en litros de alcohol puro siendo mayoritario entre las cervezas industriales el tipo pilsen. La presión de la llamada "revolución de las cervezas artesanas" ha generado también una explosión de nuevos estilos fabricados por las grandes marcas, especialmente IPA y otras ale como Complot de Damm o Mahou Cinco Estrellas Session IPA.

### La revolución de las cervezas artesanas
La primera referencia escrita al término cerveza artesana en la prensa española data de 1998, una breve reseña de El País sobre la cervecera vasca Euskal. Con anterioridad a esa fecha, la producción de cerveza artesanal en España se limitaba a brewpubs locales. En Madrid en 1989 abrió el bar que se considera pionero de la escena nacional, Naturbier, y ya en los 1990 la cervecería Kalt —que en un principio era también un brewpub, y luego se convertiría en una cadena bajo el nombre de La Fábrica. En Barcelona, Steve Huxley fundó en 1993 la Barcelona Beer Company, trabajando posteriormente en varias de las primeras microcervecerías catalanas, como Glops, Guineu o Montseny. La mayoría de los microproductores actuales consideran a Steve Huxley como uno de los principales introductores de la subcultura de la cerveza artesana, mediante sus publicaciones, su formación y su participación en los primeros eventos, ferias y aperturas de cervecerías especializadas de Barcelona. En 2011 el periódico El País reportó que se estaba produciendo una "revolución de las cervezas artesanales".  La subcultura de la cerveza artesana va más allá del producto en sí, e incluye prácticas como el homebrewing, publicaciones especializadas, rutas de bares y cervecerías que las incluyen en sus cartas y presumen de una rotación continua de marcas y estilos, las que compran al por mayor a microproductores y las etiquetan con su propia marca, los llamados "productores nómadas" (o "gypsy brewers"), que alquilan instalaciones de otros productores, los brewpubs que elaboran la cerveza en el mismo punto de venta y degustación, buscadores y blogs como birrapedia.com o Birrapertorio y redes sociales especializadas en la cata y la valoración de estas cervezas, como Untappd, BeerAdvocate o Rate Beer.  En las dos últimas décadas se han constituido miles de nuevos cerveceros artesanos y microcervecerías, y aunque la cuota de mercado de este tipo de cerveza sigue siendo minoritario, sigue en ascenso. En países como Estados Unidos supuso el 11 % de la producción y casi el 20 % de las ventas en 2014.  A finales de 2016 había alrededor de 400 microcervecerías extendidas por todo el país, siendo extraña la provincia que no cuenta ya con al menos una marca de cerveza artesanal, algunas de ellas con premios internacionales.